# Lev Borodulin
Lev Borodulin (russisk: Лев Абрамович Бородулин tr. Lev Abramovitj Borodulin ; født 25. januar 1923, død 21. december 2018) var en sovjetisk-født fotograf, som siden 1972 boede i Israel.
I 1940 blev han optaget på Moskvas polygrafiske institut, hvor han efter krigen afsluttede sine studier.
Borodulin fotograferede i 1950'erne og 1960'erne for magasinet Ogonjok. Især var hans sportsfotografier, der ofte fanger bevægelsen, på grænsen mellem dokumentar og kunst.
Som sportsfotokorrespondent kunne han rejse omkring i verden selv på højdepunktet af Den Kolde Krig, men stigende ideologiske krav til fotografiet fik ham i 1972 til at flytte til Israel.
Borodulin har desuden opbygget en større samling af sovjetisk fotohistorie.